# Husayn Ali Mirza
Husayn Ali Mirza conegut com a Farman Farma (1789 - 1835) fou príncep qajar de Pèrsia i xa a Siraz i Esfahan (1834-1835)
El 1799 fou nomenat governador de Fars (també diversos germans van rebre governs provincials). Cada província de Pèrsia pagava al govern central una contribució, a més d'un regal de començament d'any i enviament de soldats quan se'ls demanava. Husayn Ali s'havia retardat en aquests pagaments i quan això passava el xa dirigia una expedició a la província afectada per imposar la posada al dia dels pagaments deguts. Així el seu pare Fat·h-Alí Xah Qajar va sortir al final de l'estiu cap al Fars, però es va posar malalt, es va aturar a Esfahan i va morir allí el 23 d'octubre de 1834.
El primer hereu designat, Abbas Mirza, havia mort el 25 d'octubre de 1833 i el fill d'aquest, Muhammad Mirza (d'uns 25 anys) encara no havia pogut consolidar-se com a hereu i tot i que fou proclamat el 7 de novembre a Tabriz com a Muhammad Shah, no tenia fons i les seves tropes estaven a la vora del motí i no va poder anar a Teheran. El seu germà Ali Mirza Zill al-Sultan (1789-1854) es va revoltar i es va proclamar xa (Ali Xah) a Teheran el 16 de novembre de 1834; però l'enviat britànic John Campbell va arranjar els pagaments de l'exèrcit i el 10 de novembre les tropes de Tabriz estaven a punt per sortir cap a Teheran; el 5 de desembre de 1834 Husayn Ali Mirza va assolir el títol reial a Siraz, però pocs dies després Muhàmmad arribava a Teheran (22 de desembre) on va entrar el 2 de gener.
Aquí es va preparar un cos expedicionari lleial que havia de portar a Fars al nou governador, el germà petit del nou xa, Firuz Mirza (amb Minushihr Khan com a visir); aquesta expedició va sortir de Teheran cap al sud dirigida per Henry Lindsay Bethune, i el març va derrotar les forces de Farman Farma, dirigides pel seu germà Hasan Ali Mirza Shudja al-Sultana i pels tres fills de Husayn, Rida Kuli Mirza, Taymur Mirza i Wali Mirza, a Kumisha, prop d'Esfahan. Farman Farma es va rendir (29 de març) i va ser empresonat i morí al cap de poc, en el mateix any 1835; els seus tres fills van poder fugir a l'Imperi Otomà (després d'estar uns anys a Anglaterra van retornar el 1836 a Turquia) i Hasan Ali Mirza fou cegat i empresonat a Ardabil. Diversos prínceps qadjars van fugir del país i altres es van revoltar sense èxit.